# Pantaleonkirche (Könitz)

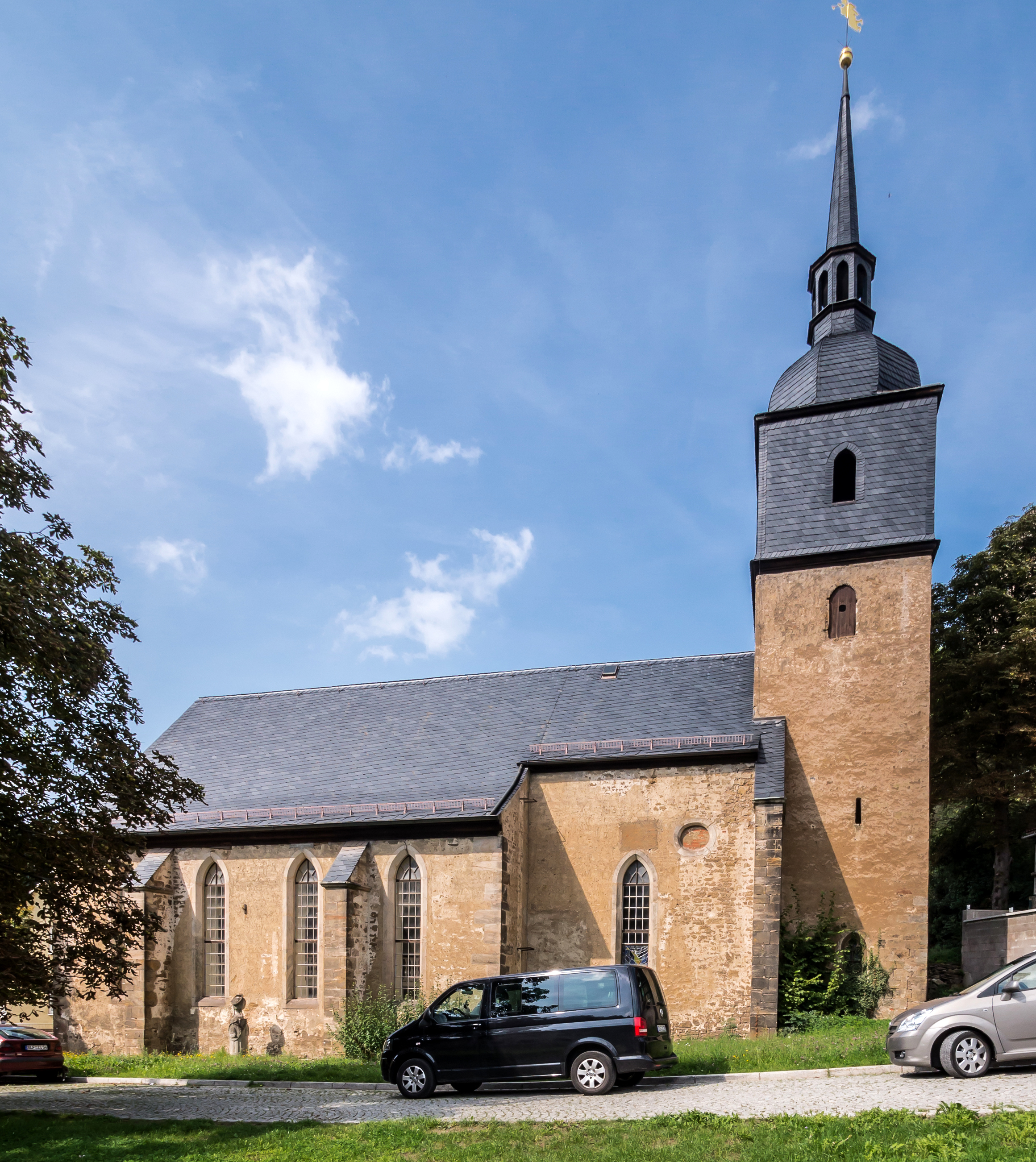
Pantaleonkirche

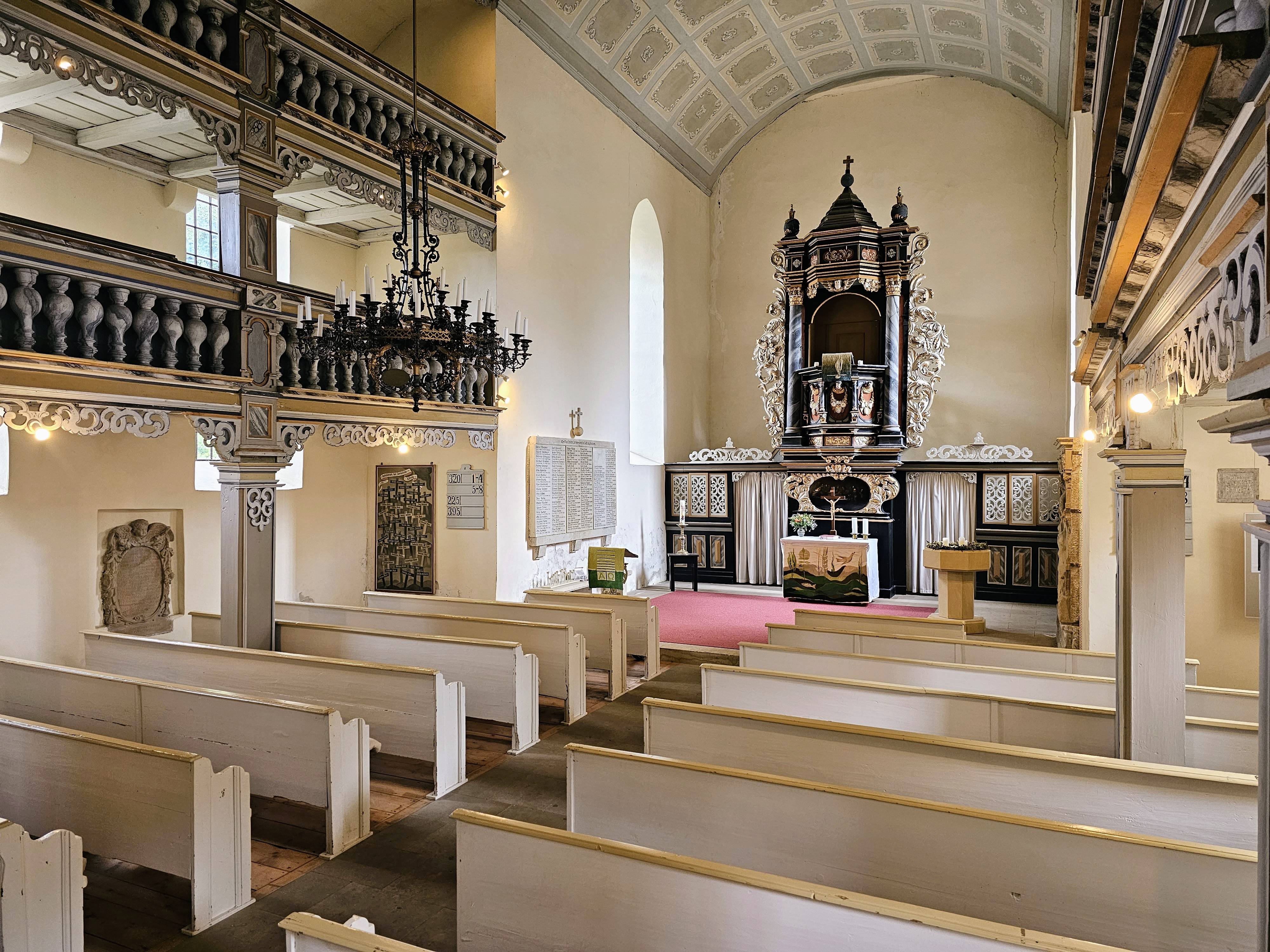
Innenraum (2023)

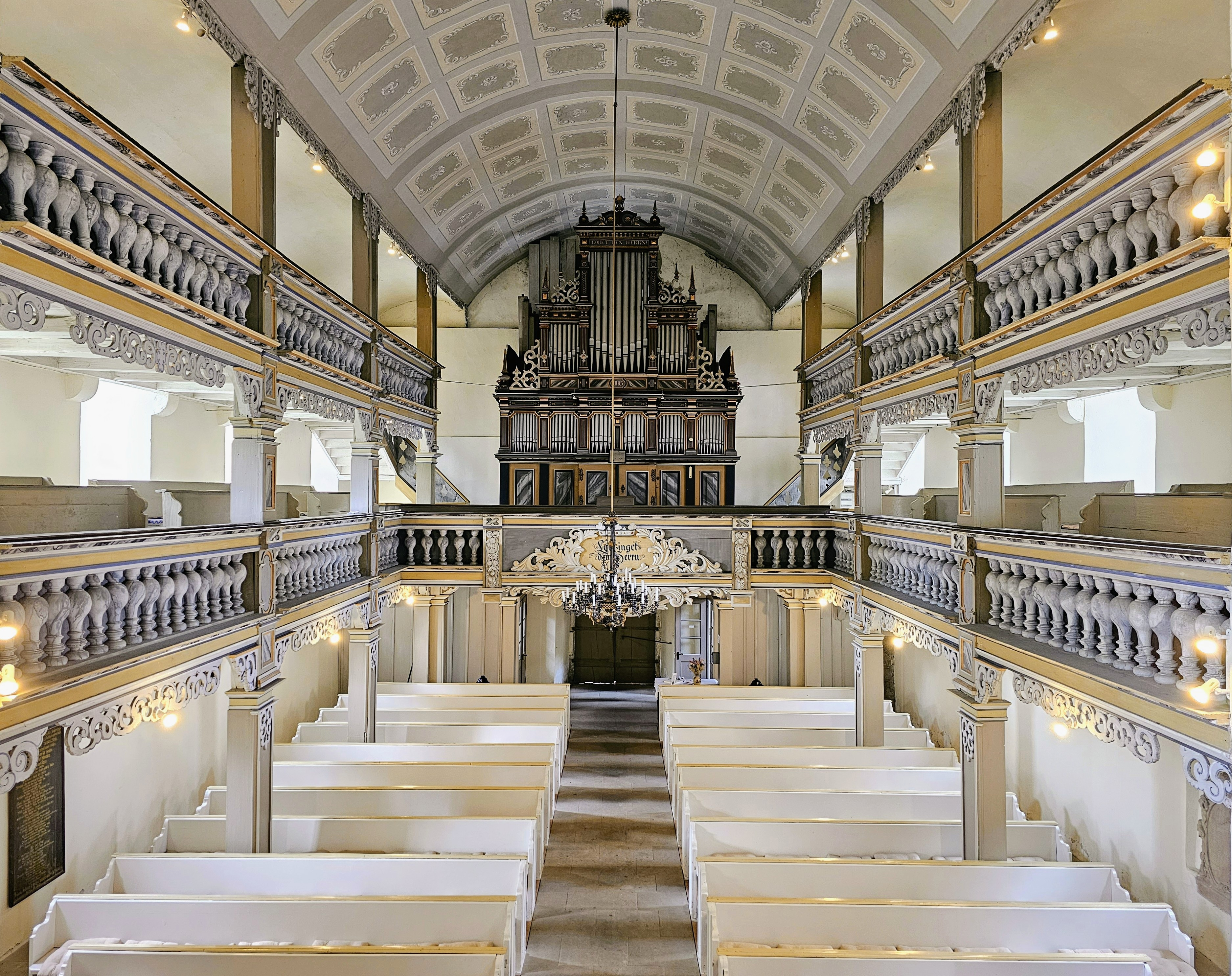
Blick zur Orgel

Die evangelisch-lutherische, denkmalgeschützte Pantaleonkirche steht in Könitz, einem Ortsteil der Gemeinde Unterwellenborn im Landkreis Saalfeld-Rudolstadt in Thüringen. Die Kirchengemeinde Könitz gehört zum Pfarrbereich Kamsdorf-Könitz im Kirchenkreis Rudolstadt-Saalfeld der Evangelischen Kirche in Mitteldeutschland.

## Beschreibung
Bereits 1200 gab es eine kleine Kapelle mit Anfängen von romanischen und frühgotischen Gewölben. Sie wurde 1499 ausgebaut. 1690 wurde mit dem Bau der heutigen Kirche unter Verwendung der bestehenden Bauteile der Kapelle begonnen. Am 21. Oktober 1695 wurde die neue Saalkirche eingeweiht. Von 1691 bis 1695 wurde das Langhaus zum heutigen Umfang vergrößert, und zwar verlängert und verbreitert. Der eingezogene schiefergedeckte Chorturm im Osten geht im Erdgeschoss auf die romanische Kirche zurück. Bedeckt ist er mit einer achtseitigen Haube, auf der eine offene Laterne sitzt, die von einem spitzen Helm bekrönt ist. Der westlich anschließende Chor war Teil des ursprünglichen Kirchenschiffes. Das rechteckige, heutige Kirchenschiff hat im Westen ein barockes Portal. An den Längswänden sind zwei Strebepfeiler, dazwischen zwei spitzbogige Fenster. Der Innenraum hat zweigeschossige Emporen und ist mit einem hölzernen Tonnengewölbe überspannt. 
Zur Kirchenausstattung gehören ein Kanzelaltar und ein Taufbecken, die jeweils um 1700 entstanden sind.
Die Orgel mit 16 Registern, verteilt auf zwei Manuale und Pedal, wurde 1869 von Carl Loesche aus Rudolstadt gebaut. 1772, 1881 sowie 1976 wurde die Kirche renoviert.